# Nicole Reinhardt (Kanutin)

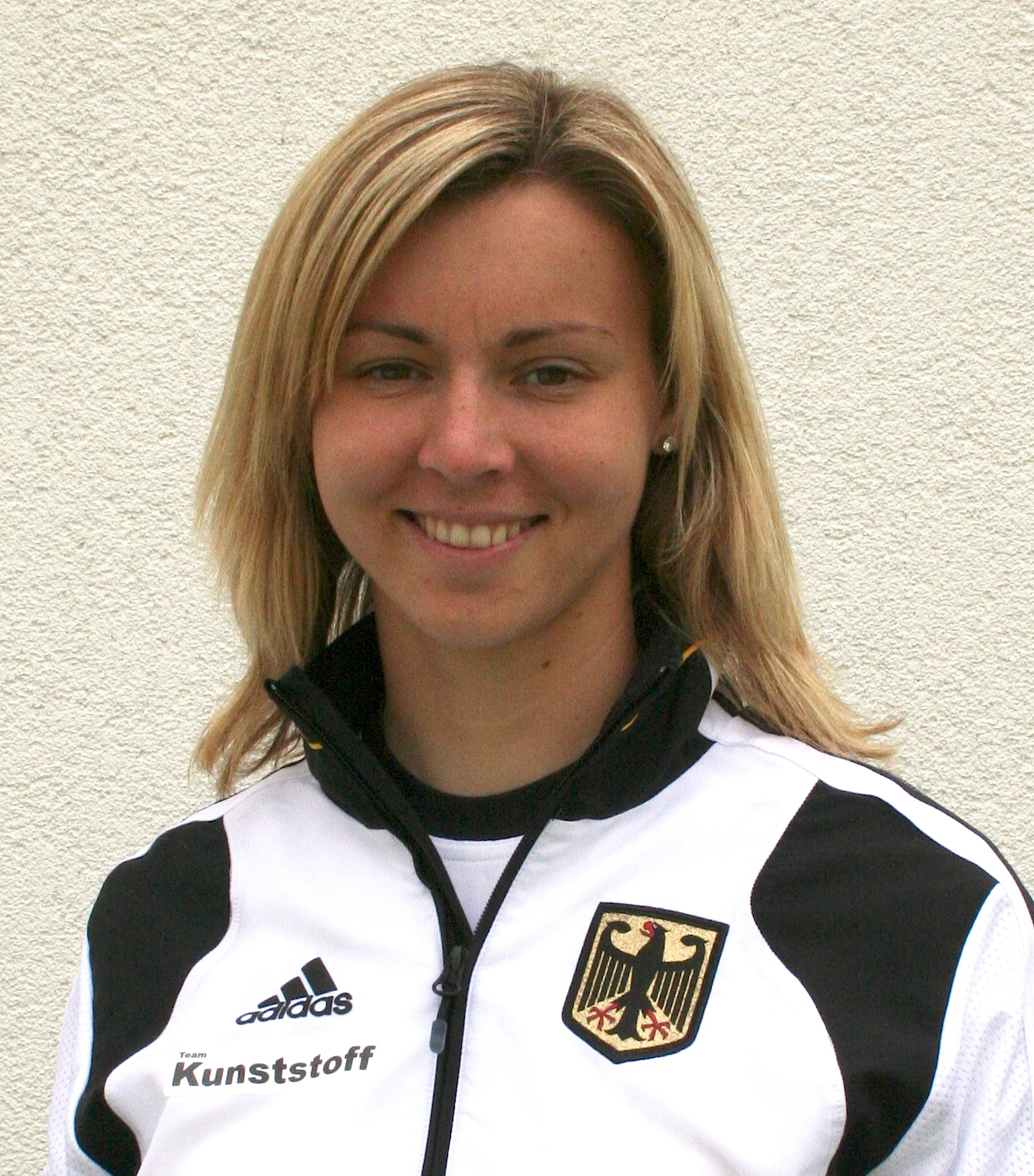
Nicole Reinhardt (2009)

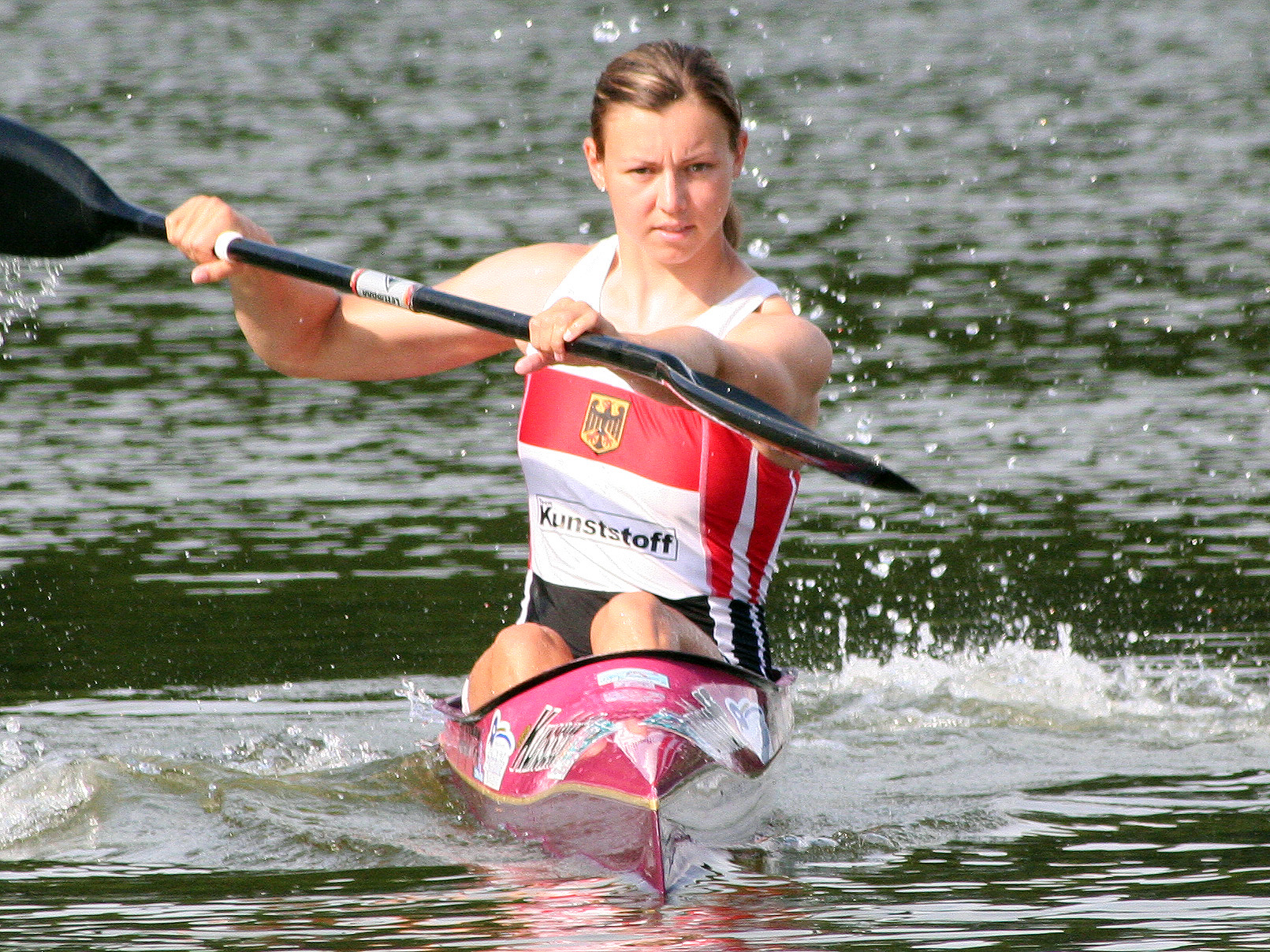
Nicole Reinhardt (2010)

Nicole Reinhardt (* 2. Januar 1986 in Lampertheim) ist eine ehemalige deutsche Kanutin. 2008 wurde sie Olympiasiegerin im Kanurennsport.

## Werdegang
Nicole Reinhardt begann ihre Karriere im WSV Lampertheim und beim Landesleistungsstützpunkt in Mannheim. Bei den Weltmeisterschaften 2005 in Zagreb wurde sie Weltmeisterin im Einer-Kajak über 500 m und im Vierer-Kajak über 200 m. Bei den Weltmeisterschaften 2007 in Duisburg holte sie zusammen mit Fanny Fischer im Zweier-Kajak WM-Gold über 200 und 500 m.
Im Folgejahr qualifizierte sie sich für die Teilnahme an den Olympischen Sommerspielen in Peking. Dort wurde sie im Vierer-Kajak über die 500-Meter-Distanz gemeinsam mit Fanny Fischer, Katrin Wagner-Augustin und Conny Waßmuth Olympiasiegerin, im Kajak-Zweier über dieselbe Distanz wurde sie gemeinsam mit Fanny Fischer Vierte. Für den Gewinn der Goldmedaille erhielt sie von Bundespräsident Horst Köhler das Silberne Lorbeerblatt.
Bei den Weltmeisterschaften 2011 in Szeged wurde Reinhardt zum zweiten Mal in ihrer Karriere Weltmeisterin im Einer-Kajak über 500 m. Auf die Olympischen Spiele in London musste sie aus gesundheitlichen Gründen verzichten.
Reinhardt gewann insgesamt 16 Mal Gold bei Welt- und Europameisterschaften. Sie wurde 2008 zur Sportlerin des Jahres in Hessen gewählt. Die Stadt Lampertheim ernannte sie zu Ehrenbürgerin.
2013 erklärte sie den Rücktritt vom Leistungssport.

## Internationale Erfolge
- Olympische Spiele
  - Olympiasiegerin Vierer-Kajak 500 m 2008
- Weltmeisterschaften
  - Weltmeisterin Einer-Kajak 500 m 2005, 2011
  - Weltmeisterin Vierer-Kajak 200 m 2005
  - Weltmeisterin Zweier-Kajak 200 m 2007
  - Weltmeisterin Zweier-Kajak 500 m 2007
  - Weltmeisterin 4 × 200 m Staffel 2009, 2010, 2011
  - Vize-Weltmeisterin Vierer-Kajak 200 m 2006
  - Vize-Weltmeisterin Vierer-Kajak 500 m 2009, 2010
  - Vize-Weltmeisterin Zweier-Kajak 500 m 2009
  - Vize-Weltmeisterin Zweier-Kajak 200 m 2009